# Vărul din străinătate
Perfect Strangers (Vărul din străinătate) este un sitcom american produs de televiziunea ABC. S-a întins pe opt sezoane, între anii 1986 și 1993, având 150 de episoade. Rolurile principale au fost jucate de Bronson Pinchot, Mark Linn-Baker, Melanie Wilson și Rebeca Arthur.